# シティバンク、エヌ・エイ
シティバンク、エヌ・エイ（Citibank, N.A.）は、世界でも有数の金融大手シティグループの金融サービスの消費者企業銀行部で、アメリカ合衆国に本店を置く銀行である。
SWIFTコードは、CITIUS33。

## 概説

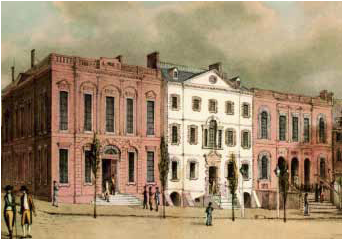
シティバンクオブニューヨーク一号店（1798年頃、（画）アーチボルド・ロバートソン）

1812年、ニューヨークに「シティバンク オブ ニューヨーク（City Bank of New York）」として設立される。1894年には、アメリカ合衆国で最も巨大な銀行に成長する。
1902年、世界市場に手を伸ばし始め、メジャーな銀行として初めて海外分野を設立し、日本においても1902年に横浜支店（1941年にいったん廃止、1948年から営業再開）が開設され、2007年まで在日支店（店舗は銀座、青山、築地、大阪など十数を数えた）が存在していた。店舗は少ないが、どこの銀行のATMでも手数料（夜間手数料も）シティバンク持ちで現金が引き出せ、そのサービスは画期的であった。その後、2007年にシティバンク銀行（在日法人）に移行し、更に2017年に東京支店に移行した。1930年までに、アメリカ合衆国以外の23ヶ国で100の支店ができ、世界最大規模の銀行になる。
1955年には、「ザ・ファースト・ナショナル・シティバンク・オブ・ニューヨーク」と名称を変更。その後は、1962年に「ファースト・ナショナル・シティバンク」、1976年に「シティバンク、エヌ・エイ (Citibank, N. A.) 」と名称を変更し、現在に至る（"N. A."とは"National Association"の略）。

2001年まで使用されていた旧ロゴ

シティバンクは1970年代、人件費削減や24時間営業するためにATMを導入した最初の銀行の内の一つである。
シティバンクは現在、世界でも有数の金融大手シティグループの金融サービスの消費者企業銀行部門にある。世界中で40ヶ国以上で運営に携わっている。運営に携わる1400社の半分以上がアメリカ合衆国にあり、その大半はニューヨーク、シカゴ（イリノイ州）、マイアミ(フロリダ州)、そしてワシントンD.C.、他大都市圏、カリフォルニア州内である。
標準銀行業務処理に加えて、シティバンクは保険と投資の商品を提供している。オンラインサービス部門は約1500万人のユーザがいる。
サブプライム危機により一時政府の出資を受けるも、2009年末までに優先株200億ドルを返済、残りも普通株転換後、2010年中に政府が売却を完了する計画で、金融危機後の業績低迷から復活。

## 経営指標
- 会計年度終了: 12月
- 販売: $45,883,020,020
- 純益: $6,356,020,020
- 2002年度 従業員: 129,545人